# Andrej Aramnau
Andrej Mikałajewicz Aramnau (biał. Андрэй Мікалаевіч Арамнаў; ur. 17 kwietnia 1988 w Borysowie) – białoruski sztangista, mistrz olimpijski, mistrz świata.
Startuje w kategorii do 105 kg. W 2008 roku zdobył złoty medal na igrzyskach olimpijskich w Pekinie, ustanawiając dwa rekordy świata i jeden olimpijski: w rwaniu 200 kg, w podrzucie 236 kg (olimpijski) i w dwuboju 436 kg. Zwyciężył też na mistrzostwach świata z Chiang Mai w 2007 roku.
W 2010 roku zdobył złoty medal mistrzostw Europy w Mińsku, jednak został zdyskwalifikowany za stosowanie dopingu.

## Osiągnięcia
| Rok  | Zawody               | Miasto     | Miejsce | Wynik  |
| ---- | -------------------- | ---------- | ------- | ------ |
| 2007 | Mistrzostwa świata   | Chiang Mai | 1       | 423 kg |
| 2008 | Igrzyska Olimpijskie | Pekin      | 1       | 436 kg |